# رضا عبد السلام (أكاديمي)
رضا عبد السلام، أستاذ ورئيس قسم الاقتصاد والمالية العامة بكلية الحقوق جامعة المنصورة، ومحافظ الشرقية، وهو أيضاً كاتب له مقالات عديدة نشرت في جريدة اليوم السابع والوفد تتعلق بالوضع السياسي والاقتصادي المصري.

## جوائز
- حائز على جائزة الدولة التشجيعية في العلوم الاقتصادية لعام 2003 (جمهورية مصر العربية) عن كتاب «انهيار العولمة: هل حقاً يعيد التاريخ نفسه وتنهار العولمة المعاصرة كما انهارت في موجتها الأولى بالكساد العظيم».
- حائز على جائزة بحوث القوى العاملة، وزارة التخطيط والتنمية الإدارية، دولة الكويت، مايو 2006 عن دراسة حول الاستثمار الأجنبي المباشر كآلية لتقليص آثار سياسات التحول الاقتصادي على سوق العمل: دروس من التجارب العالمية خاصة التجربة الماليزية.
- جائزة المصرف العربي للتنمية الاقتصادية في أفريقيا (الجائزة الأولى) – أكتوبر 2008م، عن دراسة بعنوان «فرص وتحديات الاستثمار العربي المباشر في أفريقيا: دراسة تحليلية مقارنة».

## المؤهلات العلمية
- ليسانس الحقوق بتقدير جيد جدًا (أول الدفعة)، 1992
- دبلوم القانون العام بتقدير عام جيد (الأول)، مايو 1994
- دبلوم العلوم المالية والاقتصادية بتقدير عام جيد جدًا (الأول) مايو 1995. والدبلومتين تعادلان رسالة الماجستير
- دكتوراه في فلسفة الاقتصاد مع التميز من جامعة أولستر بالمملكة المتحدة مايو 2000 بعنوان «محددات الاستثمار الأجنبي المباشر: دراسة مقارنة لتجارب دول شرق وجنوب شرق آسيا مع التطبيق على مصر (ترجمت إلى العربية في 2002)».

## التدرج الوظيفي
- معيد بقسم الاقتصاد والمالية العامة. كلية الحقوق جامعة المنصورة في الفترة من 1994-1995
- مدرس مساعد بقسم الاقتصاد والمالية العامة كلية الحقوق جامعة المنصورة في الفترة من 1995- فبراير 2001
- مدرس الاقتصاد والمالية العامة، كلية حقوق المنصورة منذ فبراير 2001
- تم تعيينه في مايو 2002 بالقسم الاقتصادي بالمؤسسة العربية لضمان الاستثمار بالكويت.
- درجة أستاذ مشارك للاقتصاد والمالية العامة في 6 أبريل 2006.
- مستشار اقتصادي لصندوق التنمية الصناعية السعودي من مايو 2005 وحتى مارس 2010م.
- مستشار ببرنامج الأمم المتحدة الإنمائيUNDP (وزارة الاقتصاد والتخطيط السعودية) منذ مايو 2008 وحتى تاريخه.
- خبير تطوير الأعمال، وزارة الأعمال والتجارة – دولة قطر بدءً من أبريل 2010م.
- كاتب بجريدة الاقتصادية منذ منتصف 2008م
- مكلف برئاسة قسم الاقتصاد والمالية العامة، كلية الحقوق جامعة المنصورة بدءً من سبتمبر 2010 وحتى تاريخه.
- مكلف بوكالة كلية الحقوق جامعة المنصورة لشئون الدراسات العليا والبحوث بدءً من أكتوبر 2010 وحتى تاريخه.

## الأبحاث العلمية
- انعكاسات عملية الإصلاح الاقتصادي على القطاع الزراعي في مصر، المؤتمر الدولي لكلية حقوق المنصورة، رمسيس هيلتون القاهرة 1997.
- الاستثمار الأجنبي المباشر وعلاقته بكل من التجارة والتشغيل، دراسة مقارنة وتطبيقية على مصر (إنجليزي)، مؤتمر إدارة الأزمات بجامعة عين شمس 1998.
- الحوافز الضريبية وأثارها علي الاستثمار الأجنبي المباشر: دراسة تطبيقية لقانون حوافز الاستثمار المصري – تم تقديمه في ورشة العمل التي نظمها المعهد العربي للتخطيط – الكويت مارس 2000(إنجليزي).
- أثر الإصلاح الاقتصادي علي مستوي رفاهية الفرد: دراسة تطبيقية لعاملين القطاع الزراعي المصري – الجامعة اللبنانية الأمريكية - لبنان 2001 (إنجليزي)، ثم نشر بمجلة البحوث القانونية والاقتصادية – حقوق المنصورة 2003.
- الإصلاح الإداري والتشريعي وأثره على جذب الاستثمار الأجنبي المباشر: دراسة تطبيقية على مصر، بحث منشور بمجلة البحوث القانونية والاقتصادية، كلية حقوق المنصورة - أبريل 2001 (إنجليزي)
- رأس المال البشري كمحدد لجذب الاستثمار الأجنبي المباشر: دراسة مقارنة مع التطبيق على مصر – قدم ونشر ضمن أعمال المؤتمر الدولي الذي نظمه مركز البحوث الاقتصادية – جامعة الشرق الأوسط التكنولوجية - تركـيا 2001(إنجليزي).
- الاتحادات الإقليمية وأثرها على تدفق الاستثمار الأجنبي المباشر: دراسة مقارنة مع التطبيق على منطقة الشرق الأوسط وشمال أفريقيا، قدم بالمؤتمر الدولي للتجمع الأول First World Congress بشأن منطقة الشرق الأوسط الذي نظمته جامعة مينز – ألمانيا أغسطس 2002(إنجليزي).
- هل حقاً يعيد التاريخ نفسه؟ فهل ينهار مشروع العولمة كما انهار في موجته الأولى بالكساد العظيم؟ بحث تم تقديمه في المؤتمر الدولي الذي نظمته كلية الحقوق جامعة المنصورة بالقاهرة مارس 2002 ونشر بعد ذلك في مجلة البحوث القانونية والاقتصادية لكلية الحقوق جامعة المنصورة، (عربي) «وهي الدراسة الفائزة بجائزة الدولة في الاقتصاد لعام 2004».
- نهاية التاريخ أم نهاية العولمة؟ نحو إطار إسلامي للنشاط الاقتصادي، بحث نشر ضمن سلسلة كتاب الأمة، وزارة الأوقاف بدولة قطر، مركز البحوث والدراسات، مايو 2003 (عربي)، كما نشر في 2004 من خلال دار الإسراء للطباعة والنشر - مصر.
- اقتصاديات السلام: دراسة مقارنة بين منطقتي النزاع في الشرق الأوسط وأيرلندا الشمالية، نشر في مجلة الدراسات الدبلوماسية – وزارة الخارجية السعودية 2005م.
- اقتصاديات الجريمة: هل يخضع السلوك الإجرامي لحسابات التكلفة والعائد: دراسة مقارنة مع التطبيق على عينة من سجناء أحد السجون المصرية، دار الفكر العربي، القاهرة وبيروت، ديسمبر 2003 (عربي)، كما قدم البحث ضمن أعمل المؤتمر الدولي لآكاديمية شرطة دبي بالإمارات مايو 2004.
- مكانة مصر والدول العربية في المؤشرات التنموية العالمية، تحليل اقتصادي – إصدار سنوي، دار الفكر العربي القاهرة وبيروت، يناير 2004، ثم المكتبة الأكاديمية 2005، ثم المكتبة العصرية 2007م.
- اقتصاديات العدالة: أثر كفاءة واستقلال الجهاز القضائي على بيئة الاستثمار والتنمية، بحث قدم ضمن أعمال المؤتمر الدولي لحقوق المنصورة حول "النظام القضائي في ظل التحولات المحلية الإقليمية والدولية، أبريل 2004، كما تم نشرة في مجلة الحق التي تصدر عن اتحاد المحامين العرب يونيو 2004، كما نشر من خلال مكتبة الدار الجامعية - الإسكندرية 2005م.
- العولمة وطرح إطار اقتصادي إسلامي، نشر ضمن مجلد «رسالة المسلم في حقبة العولمة» صادر عن مركز البحوث والدراسات، وزارة الأوقاف والشئون الإسلامية بدولة قطر، أكتوبر 2003.
- إشكالية الاختيار بين المنافسة والاحتكار: دروس من الماضي لمواجهة تحديات الحاضر، بحث تم تقديمه في مؤتمر كلية حقوق المنصورة السنوي في أبريل 2005.
- اقتصاديات السياحة: الاتحاد الاقتصادي الإقليمي في علاقته بصناعة السياحة: دراسة مقارنة مع التطبيق على المنطقة العربية، بحث تم تقديمه في المؤتمر الدولي السنوي لأكاديمية شرطة دبي – الإمارات العربية المتحدة في الفترة من 2 إلى 5 أبريل 2006م.
- الاستثمار الأجنبي المباشر كآلية لمواجهة تحديات سوق العمل خلال مرحلة التحول الاقتصادي، فاز بجائزة برنامج إعادة هيكلة القوى العاملة، وزارة التخطيط والتنمية الإدارية، دولة الكويت، مايو 2006م.
- اقتصاديات استثمار الفوائض النفطية: دراسة مقارنة وتطبيقية على المملكة العربية السعودية، سلسلة دراسات إستراتيجية، مركز الإمارات للدراسات الإستراتيجية، عدد 137/ 2008م.
- صناعة الطاقة النووية وأهداف التنمية المستدامة: دراسة مقارنة وتحليلية لفرص وتحديات ومبررات وإمكانات قيام صناعة خليجية للطاقة النووية، بصدد النشر في مركز الإمارات للدراسات الإستراتيجية.
- أزمة مالية أم أزمة رأسمالية: الجذور- التبعات وتصور لنظام ما بعد الأزمة، دراسة قدمت في المؤتمر الدولي الذي نظمته أكاديمية شرطة دبي خلال الفترة من 15 – 17 مارس 2009 حول الجوانب القانونية والاقتصادية والأمنية للأزمة العالمية.

## الكتب الدراسية والمنشورة
- مبادئ الاقتصاد السياسي (الاقتصاد الجزئي)، كلية الحقوق، جامعة المنصورة، عام2001.
- العلاقات الاقتصادية الدولية: من النظرية إلى التطبيق – كلية الحقوق جامعة المنصورة 2002-2003.
- محددات الاستثمار الأجنبي المباشر في عصر العولمة، دراسة مقارنة مع التطبيق على مصر (ترجمة لرسالة الدكتوراه)، دار النهضة العربية 2003. الطبعة الثانية على وشك الصدور عن المكتبة العصرية بالمنصورة.
- مبادئ الاقتصاد (الاقتصاد الكلي) – كلية حقوق المنصورة 2003/2004.
- اقتصاديات الجريمة: هل يخضع السلوك الإجرامي لحسابات التكلفة والعائد: دراسة مقارنة مع التطبيق على عينة من سجناء أحد السجون المصرية، دار الفكر العربي، القاهرة وبيروت، ديسمبر 2003.
- مكانة مصر والدول العربية في المؤشرات العالمية، تحليل اقتصادي – إصدار سنوي، دار الفكر العربي القاهرة وبيروت، يناير 2004.
- الموارد والتطور الاقتصادي دراسة مقارنة مع التطبيق على مصر والمنطقة العربية، كلية التجارة (English) يناير 2004، جامعة المنصورة.
- محاضرات في النقود والبنوك، دار النهضة العربية، 2004.
- مكانة مصر والدول العربية في المؤشرات العالمية، تحليل اقتصادي – إصدار سنوي منذ 2004.
- القضاء من أجل التنمية، الأبعاد الاقتصادية لاستقلال وكفاءة ونزاهة الجهاز القضائي، دراسة مقارنة مع التطبيق على القضاء المصري، الدار الجامعية، الإسكندرية، 2005.
- نهاية التاريخ أم نهاية العولمة: نحو إطار إسلامي عالمي للنشاط الاقتصادي، دار الإسراء – طنطا، 2005.
- اقتصاديات استثمار الفوائض النفطية: دراسة مقارنة وتطبيقية على المملكة العربية السعودية، سلسلة دراسات إستراتيجية، مركز الإمارات للدراسات الإستراتيجية، عدد 137/ 2008م .
- الطاقة النووية السلمية والتنمية المستدامة لدول مجلس التعاون الخليجي، الناشر مركز الأمارات للدراسات الإستراتيجية ديسمبر 2009م.
- أزمة مالية أم أزمة رأسمالية: الجذور والتبعات وتصور لنظام ما بعد الأزمة، الناشر المكتبة العصرية – المنصورة 2010م.